# أوبوويب
أوبوويب هو موقع ويب من نوع مكتبة رقمية أنشئ في 1996، يقع مقره الرئيسي في الولايات المتحدة، وهو متوفر باللغة الإنجليزية.

## وصلات خارجية
- الموقع الرسمي